# Biserica „Nașterea Maicii Domnului” din Bălți
Biserica „Nașterea Maicii Domnului” este printre cele mai vechi construcții din Bălți. A fost construită pe locul unei biserici din lemn în 1888, în satul Slobozia Bălților (în prezent cartier). Construcția ei a început în 1881 cu ajutorul sătenilor. Din cauza a doi ani secetoși lucrările de construcție s-au stopat, dar reușind ridicarea pereților până la fereastră. După ajutor s-au adresat la Mănăstirea Sf. Spiridon din Iași, fiind susținuți de protoiereul Bălților. În cele din urmă biserica a fost finalizată în 1888 (1889 conform Registrului monumentelor ocrotite de stat).
Este un monument arhitectural de importanță națională inclus în Registrul monumentelor Republicii Moldova ocrotite de stat cu nr. 10 (municipiul Bălți).